# Liga Nacional Superior de Voleibol Masculino del Perú
La LNSV (por motivos de patrocinio Liga Nacional de Vóley "Copa Movistar"), oficialmente llamada Liga Nacional Superior de Voleibol del Perú, es la máxima competencia a nivel de clubes de este deporte en el Perú. Su organización, control y desarrollo están a cargo de la Federación Peruana de Voleibol (FPV).
Deportivo Wanka fue el primer campeón (2004), primer bicampeón (2005), primer tricampeón (2006) y primer tetracampeón (2007). Este dominio culminaría en 2009 con su quinto y último título.  
Hasta la temporada 2024, Vamos Peerles es el equipo más ganador de la liga con diez títulos en veinte ediciones. Además, posee dos tetracampeonatos (2010-2013 y 2021-2024). 

## Palmarés de la LNSV Masculino
| N.º   | Temporada | Campeón                                               | Subcampeón                                            | Tercero                                               | Cuarto                                                |
| ----- | --------- | ----------------------------------------------------- | ----------------------------------------------------- | ----------------------------------------------------- | ----------------------------------------------------- |
| l     | 2004      | Wanka Callao                                          | Regatas Lima                                          |                                                       |                                                       |
| ll    | 2005      | Wanka Callao                                          | Regatas Lima                                          |                                                       |                                                       |
| lll   | 2006      | Wanka Callao                                          | Regatas Lima                                          |                                                       |                                                       |
| lV    | 2007      | Wanka Callao                                          | Regatas Lima                                          |                                                       |                                                       |
| V     | 2008      | Asociación Huaquillay                                 | Flamenco                                              |                                                       |                                                       |
| Vl    | 2009      | Wanka Callao                                          | Asociación Huaquillay                                 |                                                       |                                                       |
| Vll   | 2010      | Vamos Peerless                                        | Universidad de Lima                                   |                                                       |                                                       |
| Vlll  | 2011      | Vamos Peerless                                        | Flamenco                                              |                                                       |                                                       |
| lX    | 2012      | Vamos Peerless                                        | Flamenco                                              | Regatas Lima                                          |                                                       |
| X     | 2013      | Vamos Peerless                                        | Flamenco                                              | Regatas Lima                                          |                                                       |
| Xl    | 2014      | USMP                                                  | Vamos Peerless                                        | Regatas Lima                                          |                                                       |
| Xll   | 2015      | Vamos Peerless                                        | USMP                                                  | Regatas Lima                                          |                                                       |
| Xlll  | 2016      | Unilever                                              | Regatas Lima                                          | Vamos Peerless                                        |                                                       |
| XlV   | 2017      | Vamos Peerless                                        | Regatas Lima                                          | Unilever                                              |                                                       |
| XV    | 2018      | Regatas Lima                                          | Vamos Peerless                                        | Sparteam                                              |                                                       |
| XVI   | 2019      | Regatas Lima                                          | Vamos Peerless                                        | Sparteam                                              |                                                       |
| -     | 2020      | Temporada cancelada debido a la pandemia de Covid-19. | Temporada cancelada debido a la pandemia de Covid-19. | Temporada cancelada debido a la pandemia de Covid-19. | Temporada cancelada debido a la pandemia de Covid-19. |
| XVII  | 2021      | Vamos Peerless                                        | Regatas Lima                                          | Junior Sade                                           | DC Asociados                                          |
| XVIII | 2022      | Vamos Peerless                                        | Regatas Lima                                          | Junior Sade                                           | Confraternidad Mundial                                |
| XIX   | 2023      | Vamos Peerless                                        | Regatas Lima                                          | DC Asociados                                          | Club Fla Vóley                                        |
| XX    | 2024      | Vamos Peerless                                        | CD Litovóley                                          | Regatas Lima                                          | Club Fla Vóley                                        |

### Medallero de la LNSV Masculino
| Posición | Clubes                |    |   |   |
| -------- | --------------------- | -- | - | - |
| 1.°      | Vamos Peerless        | 10 | 3 | 1 |
| 2.°      | Wanka Callao          | 5  |   |   |
| 3.°      | Regatas Lima          | 2  | 9 | 5 |
| 4.°      | Asociación Huaquillay | 1  | 1 |   |
| 5.°      | USMP                  | 1  | 1 |   |
| 6.°      | Unilever              | 1  |   | 1 |
| 7.°      | Flamenco              |    | 4 |   |
| 8.°      | Universidad de Lima   |    | 1 |   |
| 9.°      | CD Litovóley          |    | 1 |   |
| 10.°     | Sparteam              |    |   | 2 |
| 11.°     | Junior Sade           |    |   | 2 |
| 12.°     | DC Asociados          |    |   | 1 |

## La era Disunvol
| Temporada | Campeón                          | Finalista |
| --------- | -------------------------------- | --------- |
| 1969      | Centro Cultural Deportivo Lima   |           |
| 1970      |                                  |           |
| 1971      | Un. Nacional Federico Villarreal |           |
| 1972      |                                  |           |
| 1973      |                                  |           |
| 1975      |                                  |           |
| 1976      |                                  |           |
| 1977      |                                  |           |
| 1978      |                                  |           |
| 1979      | Bancoper                         |           |
| 1980      |                                  |           |
| 1981      |                                  |           |
| 1982      | Regatas Lima                     |           |
| 1983      | Bancoper                         |           |
| 1984      |                                  |           |
| 1985      |                                  |           |
| 1986      | Peerless                         |           |
| 1987      | Peerless                         |           |
| 1988      | Peerless                         |           |
| 1989      | Peerless                         |           |
| 1990      | Peerless                         |           |
| 1991      |                                  |           |
| 1992      |                                  |           |
| 1993      |                                  |           |
| 1994      |                                  |           |
| 1995      |                                  |           |
| 1996-1997 |                                  |           |
| 1998-1999 |                                  |           |
| 2000      |                                  |           |
| 2001      |                                  |           |